# Larson, Dakota de Nord
Larson este o fostă localitate încorporată din comitatul Burke statul Dakota de Nord, Statele Unite ale Americii. La data recensământului din anul 2000 populația fusese de 17 locuitori. Localitatea se află la altitudinea de 588 m deasupra n.m. și se întinde pe o suprafață de 1.1 km2. 
Fondat în 1907, Larson și-a pierdut statutul de localitate încorporată în 2003, fiind înglobat în localitatea Columbus, aflată în apropiere, fiind denumit "Columbus Larson". Chiar și fără personalitate juridică, localitatea este considerată ca fiind un loc desemnat pentru recensământ, fiind considerată pentru Census 2010.